# Nicolás Pereda

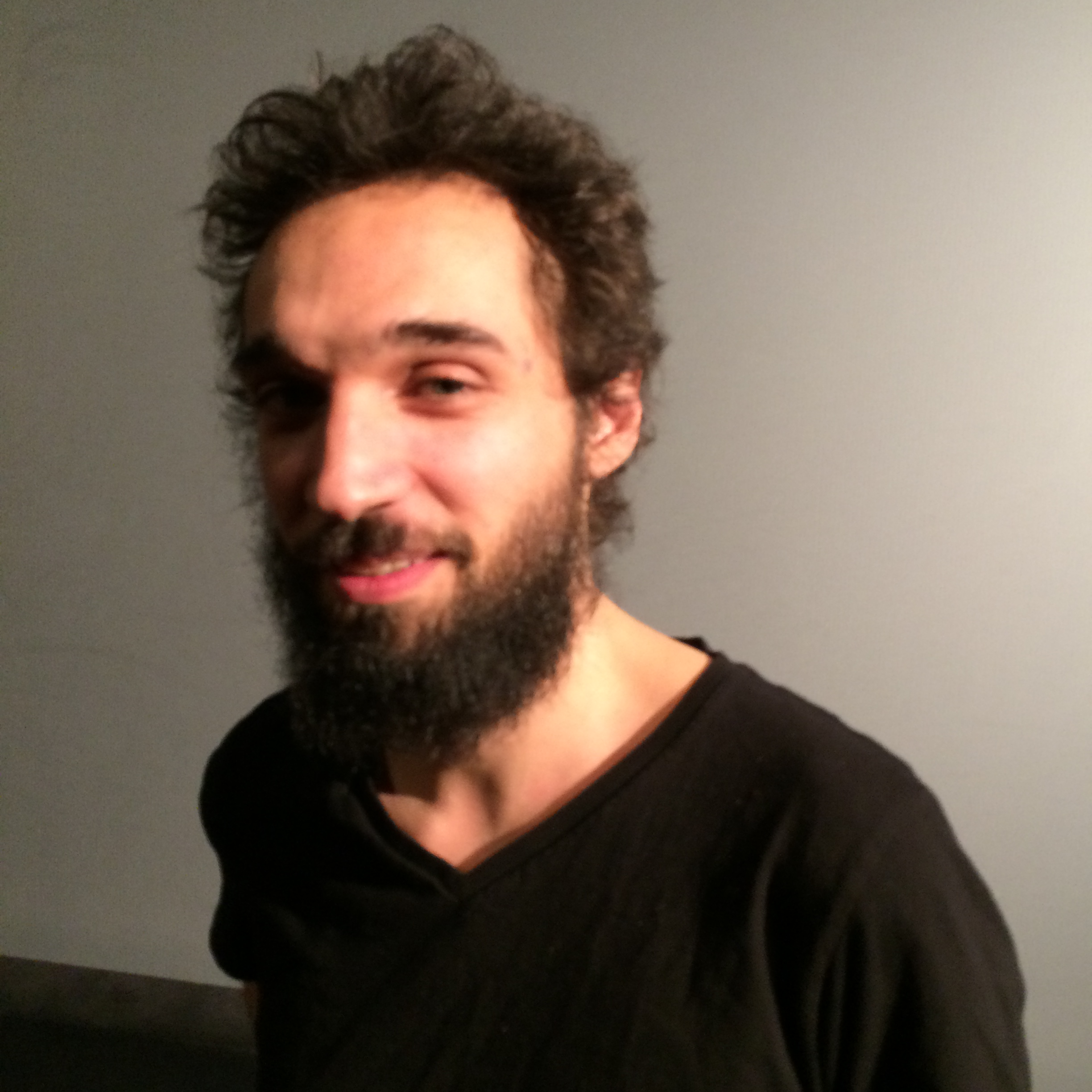
Nicolás Pereda nach der Premiere von Tales of Two Who Dreamt auf der Berlinale 2016, 16. Februar 2016.

Nicolás Pereda (* 1980 oder 1982 in Mexiko-Stadt) ist ein mexikanischer Regisseur, Drehbuchautor, Filmproduzent, Kameramann und Filmeditor. Er ist bekannt für seine Filme, die die Grenze zwischen Fiktion und Dokumentation ausloten.

## Leben und Werk
Nicolás Pereda wurde 1982 in Mexiko-Stadt geboren. Für sein Studium zog er nach Kanada, wo er an der York University Film studierte. Dort lebt er auch mit seiner Ehefrau Andrea Bussmann, die ebenfalls Filmemacherin ist, arbeitet aber ebenfalls in Mexiko. Pereda arbeitet als Direktor des Center for Digital Filmmaking an der Rutgers University.
In seinen ersten Filmen arbeitete Pereda mehrmals mit den Schauspielern Teresa Sanchez und Gabino Rodriguez, die Mutter und Sohn spielten, zusammen. Aufgrund des so entstandenen Vertrauensverhältnisses, konnte er seine Filme mit weniger Risiko umsetzen. Meistens handelte es sich um Filme, in denen die Abwesenheit des Vaters in vielen mexikanischen Familien thematisiert wurde. Erst in Los mejores temas aus dem Jahr 2012 tauchte auch ein Vater auf. Außer in seinem ersten Film, ¿Dónde están sus historias? aus dem Jahr 2007, verwendete Pereda dabei immer die realen Vornamen seiner beiden Schauspieler. Jedoch bezogen sich die Filme nicht aufeinander, sondern bilden jeweils ein abgeschlossenes Werk. In ihnen adressiert er vor allem die sozialen Probleme der ärmeren Gesellschaftsschichten. 2013 veröffentlichte Pereda den Film Matar extraños, der sich mit dem Mythos der Mexikanischen Revolution auseinandersetzte. Im Jahr 2016 zeigte er den Film Tales of Two Who Dreamt, den er zusammen mit seiner Ehefrau Bussmann gedreht hatte. Peredas Filme wurden auf den großen Filmfestivals von Berlin und Venedig gezeigt, zudem hat er bereits mehrere Retrospektiven erhalten.
Den Charakter von Peredas Filmen beschrieb Haden Guest 2011 wie folgt: “Refusing the long dominant narrative tradition of characters whose motivations are clearly explained through ‘back stories’, Pereda’s films instead center around carefully modulated performances in which gestures and bodies ‘speak’ more clearly than words. Restricting dialogue to an absolute minimum, Pereda’s films follow simple, almost stark, stories focused less upon actions than their effects and featuring recurrent characters played with laconic reserve by performers from Pereda’s stock company of regulars [...]. Rejecting dialogue-driven drama, Pereda’s deeply nuanced films demand and reward a more patient and engaged mode of spectatorship attentive to the emotions and meaning contained with the smallest gestures of his actors, and floating between the elliptical stories that always seem to be fragments of a larger unfinished film.”

## Filmografie
- 2007: ¿Dónde están sus historias?
- 2008: Entrevista con la tierra (Kurzfilm)
- 2009: Juntos
- 2009: Perpetuum Mobile
- 2010: Todo, en fin, el silencio lo ocupaba
- 2010: Verano de Goliat
- 2012: Los mejores temas
- 2013: Matar extraños
- 2013: Venice 70: Future Reloaded (Dokumentarfilm)
- 2013: El palacio (Dokumentarkurzfilm)
- 2014: Los ausentes
- 2015: El Aula Vacía (Dokumentarfilm)
- 2015: Minotauro
- 2016: Tales of Two Who Dreamt
- 2024: Lázaro de noche

## Auszeichnungen
- 2007: Morelia International Film Festival, Feature Film Competition Award für ¿Dónde están sus historias?
- 2008: Toulouse Latin America Film Festival, French Critics’ Discovery Award, ¿Dónde están sus historias?
- 2010: Gramado Film Festival, Golden Kikito für den besten Regisseur mit Perpetuum Mobile
- 2010: Festival Internacional de Cine en Guadalajara, Premio Mayahuel für den besten mexikanischen Film für Perpetuum Mobile
- 2010: Valdivia International Film Festival, Preise für den besten Film, besten internationalen Film und Kritiker-Preis für Verano de Goliat
- 2010: Internationale Filmfestspiele Venedig, Venice Horizon Award für Verano de Goliat
- 2010: Vila do Conde International Short Film Festival, Großer Preis für den besten Dokumentarfilm für Entrevista con la tierra
- 2010: World Cinema Amsterdam, World Cinema Amsterdam Jury Award für den besten Film für Juntos
- 2011: Amiens International Film Festival, Screenplay Creation Fonds für Los ausentes
- 2011: Buenos Aires International Festival of Independent Cinema, Cinema of the Future Award für Verano de Goliat
- 2012: Havana Film Festival, FIPRESCI-Preis für den besten Film für Los mejores temas
- 2012: Filmfestival von Locarno, Nominierung für den Goldenen Leoparden mit Los mejores temas
- 2013: Toronto Film Critics Association Awards, Jay Scott Prize für Pereda
- 2014: Guanajuato International Film Festival, Preis für den besten Dokumentarkurzfilm für El palacio
- 2014: Vila do Conde International Short Film Festival, Bester Dokumentarfilm im internationalen Wettbewerb für El palacio
- 2015: Premio Ariel, Nominierung für den besten Dokumentarkurzfilm mit El palacio